# Seznam zápasů české fotbalové reprezentace 2020
Seznam zápasů české fotbalové reprezentace 2020 uvádí přehled všech utkání tohoto reprezentačního výběru, jež sehrál během roku 2020. Celkem reprezentanti nastoupili k osmi mezistátním utkáním, ze kterých šest bylo v Lize národů UEFA a zbylá dvě pak přátelská. Za celý rok fotbalisté pětkrát zvítězili a třikrát prohráli. Trenérem celku byl po celý rok 2020 Jaroslav Šilhavý.

## Přehled zápasů
| 4. září 2020 Liga národů UEFA |       |                                           |                                                                            |
| Slovensko                     | 1 – 3 | Česko                                     | Národný futbalový štadión, Bratislava diváci: 0 rozhodčí: Andris Treimanis |
| Schranz 88'                   |       | 48' Coufal 53' (pen.) Dočkal 86' Krmenčík | Národný futbalový štadión, Bratislava diváci: 0 rozhodčí: Andris Treimanis |

| 7. září 2020 Liga národů UEFA |       |                               |                                                              |
| Česko                         | 1 – 2 | Skotsko                       | Andrův stadion, Olomouc diváci: 0 rozhodčí: Serdar Gözübüyük |
| Pešek 11'                     |       | 27' Dykes 52' (pen.) Christie | Andrův stadion, Olomouc diváci: 0 rozhodčí: Serdar Gözübüyük |

| 7. října 2020 přátelský |       |                             |                                                         |
| Kypr                    | 1 – 2 | Česko                       | GSP Stadium, Nikósie diváci: 0 rozhodčí: Lionel Tschudi |
| Loizu 32'               |       | 13' Holeš 43' (pen.) Darida | GSP Stadium, Nikósie diváci: 0 rozhodčí: Lionel Tschudi |

| 11. října 2020 Liga národů UEFA |       |                           |                                                                |
| Izrael                          | 1 – 2 | Česko                     | Stadion Sammyho Ofera, Haifa diváci: 0 rozhodčí: Tiago Martins |
| Zahavi 56'                      |       | 15' (vl.) Hanna 48' Vydra | Stadion Sammyho Ofera, Haifa diváci: 0 rozhodčí: Tiago Martins |

| 14. října 2020 Liga národů UEFA |       |       |                                                        |
| Skotsko                         | 1 – 0 | Česko | Hampden Park, Glasgow diváci: 0 rozhodčí: Felix Zwayer |
| Fraser 6'                       |       |       | Hampden Park, Glasgow diváci: 0 rozhodčí: Felix Zwayer |

| 11. listopadu 2020 přátelský |       |       |                                                             |
| Německo                      | 1 – 0 | Česko | Red Bull Arena, Lipsko diváci: 0 rozhodčí: Andris Treimanis |
| Waldschmidt 13'              |       |       | Red Bull Arena, Lipsko diváci: 0 rozhodčí: Andris Treimanis |

| 15. listopadu 2020 Liga národů UEFA |       |        |                                                          |
| Česko                               | 1 – 0 | Izrael | Doosan Arena, Plzeň diváci: 0 rozhodčí: Srdjan Jovanovič |
| Darida 7'                           |       |        | Doosan Arena, Plzeň diváci: 0 rozhodčí: Srdjan Jovanovič |

| 18. listopadu 2020 Liga národů UEFA |       |           |                                                      |
| Česko                               | 2 – 0 | Slovensko | Doosan Arena, Plzeň diváci: 0 rozhodčí: Cüneyt Cakir |
| Souček 17' Ondrášek 55'             |       |           | Doosan Arena, Plzeň diváci: 0 rozhodčí: Cüneyt Cakir |